# CW Андромеды
CW Андромеды (лат. CW Andromedae) — одиночная переменная звезда в созвездии Андромеды на расстоянии (вычисленном из значения параллакса) приблизительно 5653 световых лет (около 1733 парсека) от Солнца. Видимая звёздная величина звезды — от +14,4m до +12,8m.

## Характеристики
CW Андромеды — красный гигант, пульсирующая медленная неправильная переменная звезда (LB) спектрального класса M6,5. Радиус — около 55,52 солнечных, светимость — около 357,713 солнечных. Эффективная температура — около 3369 K.